# Митулинский, Тарас Спиридонович
Тара́с Спиридо́нович Митули́нский (25 февраля 1897 года — 18 ноября 1937 года) — советский украинский партийный и государственный деятель. Исполняющий обязанности председателя Киевского городского совета (13-14 сентября 1937 года).

## Биография

Газета «Пролетарська правда» от 14.09.1937

Справка о реабилитации Военной коллегии ВС СССР от 27.07.1957 г.

- 1908—1910 годы — обучение в церковно-приходской школе.
- 1910—1911 годы — работа батраком у помещицы Морочинской, г. Тетиев.
- 1912—1914 годы — работа чернорабочим у скульптора Сокольницкого Н. С., г. Париж.
- 1914—1916 годы — электромонтер оперного театра «Народный дом», г. Петроград.
- 1916—1918 годы — участие в Первой мировой войне, Румынский фронт.
- 1918—1921 годы — служил в Красной армии. Участвовал в боях преимущественно на Украине.
- Март, 1919 года — вступил в ряды ВКП(б).
- 1919—1921 годы — первый председатель Тетиевского районного исполнительного комитета.
- 1921—1922 годы — Таращанский уездный исполком, заведующий отделом образования.
- 1922—1923 годы — Белоцерковский уездный исполком, заведующий отделом образования.
- 1923—1925 годы — Корсунь-Шевченковский исполком, заведующий отделом образования.
- 1926 год — секретарь Золотоношского Р. П. К. ВКП(б), член бюро Черкасского окружного партийного комитета.
- 1928 год — секретарь Александровского Р. П. К. ВКП(б). Одновременно с полномочиями секретаря райкома выполнял обязанности заворга окружного сельхозсоюза.
- Ноябрь, 1933 года — уполномоченный Комитета по заготовкам Совета народных комиссаров по Молдавской АССР (уполКомзагСНК).
- 1936 год — зав. отделом советской торговли Киевского горкома ВКП(б).
- 13 сентября 1937 года — избран исполняющим обязанности председателя Киевского городского совета.
- 14 сентября 1937 года — арестован.
- 17 ноября 1937 года — приговором выездной сессии Военной коллегии Верховного суда СССР по статьям 54-7, 54-8, 54-11 УК УССР приговорен к расстрелу.
- 18 ноября 1937 года — был расстрелян в г. Киеве, место захоронения неизвестно.
- 28 июня 1957 года — решением Военной коллегии Верховного суда СССР реабилитирован посмертно.

## Награды
- В 1932 году награждён Знаком «Бойцу Красной гвардии и красного партизана».

## Увековечение памяти
- 1978 год — решением исполкома г. Тетиева Киевской области именем Т. Митулинского названа улица.
- 1979 год — создана экспозиция посвященная Т. С. Митулинскому в Тетиевском краеведческом музее Киевской области.
- 2015 год — решением сессии Тетиевского городского совета присвоено звание «Почетный гражданин г. Тетиева» (посмертно).